# Второе правительство Шумана
Второе правительство Шума́на — кабинет министров, правивший Францией два дня с 5 сентября по 7 сентября 1948 года, в период Четвёртой французской республики, в следующем составе:
- Робер Шуман — председатель Совета министров и министр иностранных дел;
- Рене Мейер — министр национальной обороны;
- Андре Мари — вице-председатель Совета министров;
- Жюль Мок — министр внутренних дел;
- Кристиан Пино — министр финансов и экономических дел;
- Робер Лакост — министр торговли и промышленности;
- Даниель Мейер — министр труда и социального обеспечения;
- Робер Лекур — министр юстиции;
- Тони Ревийон — министр национального образования;
- Жюль Катуар — министр по делам ветеранов и жертв войны;
- Пьер Пфлимлен — министр сельского хозяйства;
- Поль Кост-Флоре — министр заморских территорий;
- Анри Кёй — министр общественных работ, транспорта и туризма;
- Пьер Шнейтер — министр здравоохранения и народонаселения;
- Рене Коти — министр восстановления и градостроительства.